# Земні і небесні пригоди
«Земні і небесні пригоди» (рос. «Земные и небесные приключения») — український радянський дитячий художній фільм 1974 року режисера Ігоря Вєтрова за сценарієм Юрія Пархоменка. Знятий на кіностудії імені Олександра Довженка.

## Сюжет
Комсорг 9 «Б» класу Галя пропонує однокласникам під час літніх канікул поїхати в село, де знаходиться покинутий планеродром. Майже всі хлопці підтримують Галю. Вони мріють своїми руками побудувати планер і літати на ньому. Стас висміює цю ідею. У нього є прихильники. Стас з друзями їдуть в село, щоб відпочити. Вони засмагають, купаються, катаються на мотоциклах. Стас знайомиться з Танею, дівчинкою з сусіднього села. Вона йому дуже сподобалася. Але Таня мріє про небо. Їй хочеться, щоб Галя з друзями взяли її в свою компанію. Батько Галі, льотчик Микола Степанович, випадково дізнається про захоплення хлопців…

## У ролях
- Олена Плюйко —  Галя, комсорг 9 «Б» класу
- Анатолій Матешко —  Стас
- Єлизавета Дєдова —  Таня
- Валерій Провоторов —  Альоша
- Сергій Грандо —  Боря
- Сергій Маслобойщиков —  Рома
- Олександр Дудого —  Саша
- Лідія Іващенко —  Ліда
- Михайло Глузський —  Семен Іванович Жук
- Лаймонас Норейка —  Микола Степанович, батько Галі
- Гліб Стриженов —  батько Стаса
- Галина Долгозвяга —  мати Галі
- Микола Лебедєв —  генеральний конструктор

## Творча група
- Автор сценарію: Юрій Пархоменко
- Режисер: Ігор Вєтров
- Оператор: Олександр Піщиков
- Композитор: Іван Карабиць
- Художник постановник: Петро Максименко